# Clinical Lung Cancer
Clinical Lung Cancer, abgekürzt Clin. Lung Cancer, ist eine wissenschaftliche Fachzeitschrift, die vom Elsevier-Verlag veröffentlicht wird. Die Zeitschrift erscheint mit acht Ausgaben im Jahr. Es werden Arbeiten veröffentlicht, die sich mit allen Aspekten der Prävention, des Nachweises und der Behandlung von Lungenkrebs beschäftigen.
Der Impact Factor lag im Jahr 2015 bei 3,030. Nach der Statistik des ISI Web of Knowledge wird das Journal mit diesem Impact Factor in der Kategorie Onkologie an 99. Stelle von 213 Zeitschriften geführt.